# اکو (مینه‌سوتا)
اکو، مینه‌سوتا (به انگلیسی: Echo, Minnesota) یک شهر در ایالات متحده آمریکا است که در شهرستان یلو مدیسن، مینه‌سوتا واقع شده‌است.

## خصوصیات
اکو ۲٫۶۲ کیلومترمربع مساحت و ۲۷۸ نفر جمعیت دارد و ۳۲۹ متر بالاتر از سطح دریا واقع شده‌است.